# Frigios

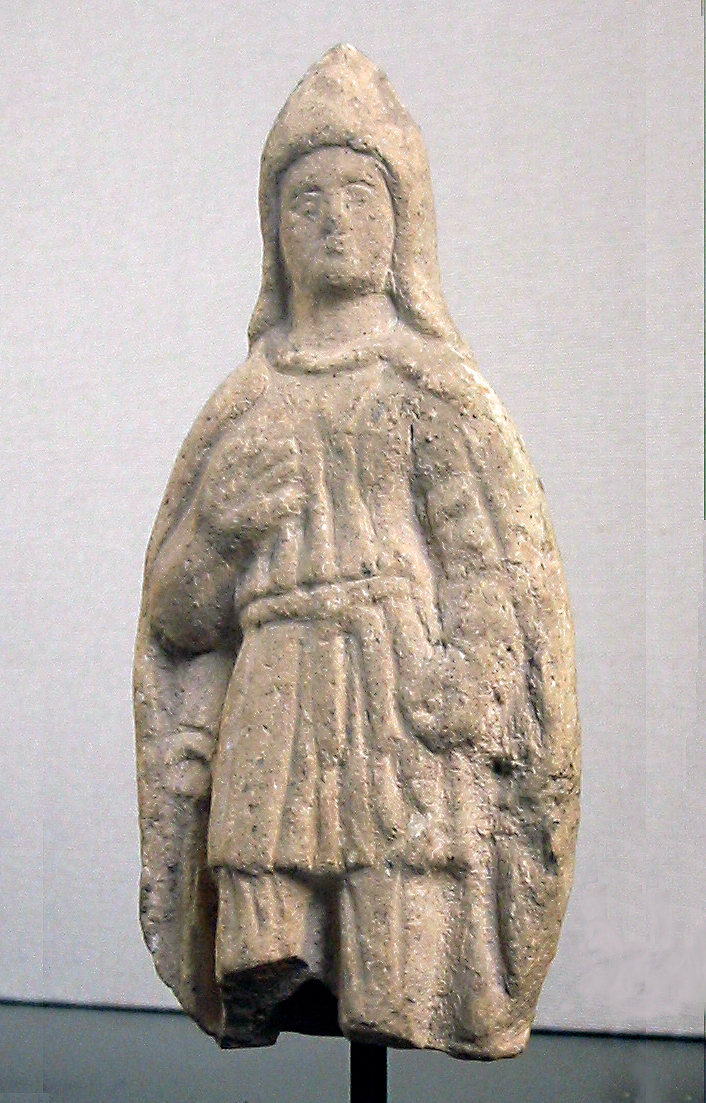
Hombre en traje frigio, período helenístico (siglo III-), Chipre

Los frigios (en griego: Φρύγες, Phruges o Phryges) fueron un antiguo pueblo indoeuropeo, que habitaba inicialmente en los Balcanes del sur —según Heródoto— bajo el nombre de Bryges (Briges), cambiándolo a Phryges después de su migración final a Anatolia, a través de los Dardanelos.
El estado de Frigia surgió en el siglo VIII a. C. con su capital en Gordium. Durante este período, los frigios se extendieron hacia el este e invadieron el reino de Urartu, los descendientes de los hurritas, un antiguo rival de los hititas.
Mientras tanto, el reino frigio se vio abrumado por los invasores cimerios alrededor del 690 a. C., luego conquistado brevemente por su vecina Lidia, antes de pasar sucesivamente al Imperio persa de Ciro el Grande y al imperio de Alejandro y sus sucesores, fue tomado por la dinastía atálida de Pérgamo y, finalmente, se convirtió en parte del Imperio romano. La última mención de la lengua frigia en la literatura data del siglo V d. C. y probablemente se extinguió antes del siglo VII.

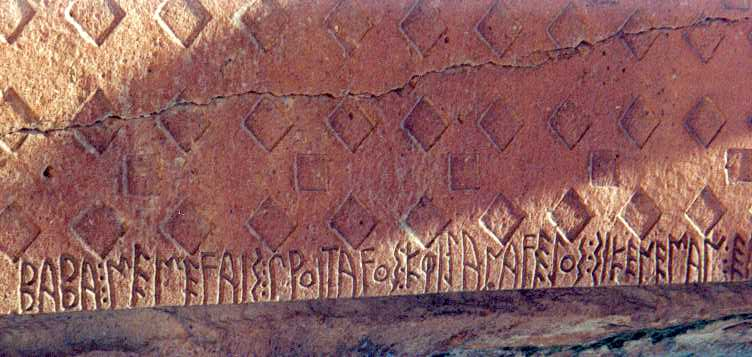
Parte (alrededor del 70 %) de una inscripción frigia en 'ciudad de Midas'

## Cultura
Los frigios hablaban frigio, una lengua indoeuropea. Algunos historiadores contemporáneos, entre los cuales el más conocido es Estrabón, consideraban a los frigios como una tribu tracia, parte de un grupo más amplio de "tracio-frigios". Otros lingüistas descartan esta hipótesis ya que el tracio (y, por lo tanto, el idioma daco-tracio) parece pertenecer al grupo Satem de lenguas indoeuropeas, mientras que el frigio compartía varias similitudes con otras lenguas indoeuropeas del grupo Centum (como el latín, el griego o las lenguas anatolias). Según este segundo grupo de lingüistas, de todos los idiomas indoeuropeos, el frigio parece haber estado más estrechamente vinculado al griego, lo que sugiere que los dos idiomas pertenecían al mismo subgrupo dialectal de los indoeuropeos primitivos. (Ver idioma frigio). Aunque los frigios adoptaron el alfabeto fenicio y, en última instancia, de los antiguos egipcios, solo se han encontrado unas pocas docenas de inscripciones en el idioma frigio, principalmente funerarias, gran parte de lo que se cree que se conoce de Frigia es información de segunda mano de fuentes griegas.
Basados en evidencia arqueológica, algunos eruditos como Nicholas Hammond y Eugene N. Borza argumentan que los frigios eran miembros de la cultura lusaciana que emigraron a los Balcanes del sur durante la Edad del Bronce Final.

## Historia

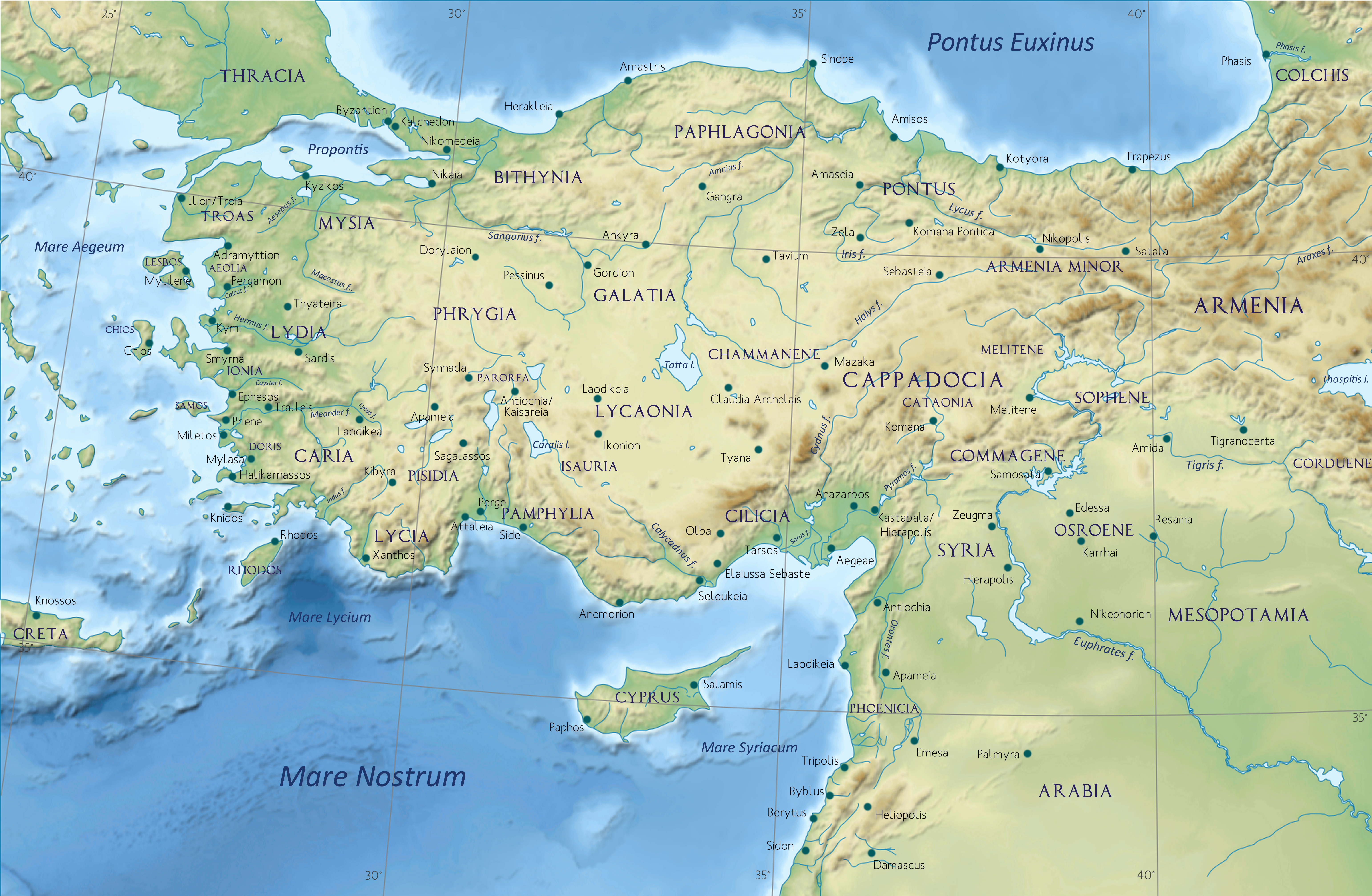
Regiones clásicas de Asia Menor/ Anatolia

Localización de Frigia en Anatolia

A menudo se usa una fecha convencional el c. 1800 a. C. para la llegada (tradicionalmente de Tracia) de los briges o Mushki prefrigios, correspondiente al final del Imperio hitita. Después de esta fecha, Frigia conservó una identidad cultural separada. En la iconografía griega clásica, el troyano Paris está representado como no griego por su gorro frigio, que fue usado por Mitra y sobrevivió a las imágenes modernas como el "gorro de la libertad" de los revolucionarios estadounidenses y franceses.
Frigia desarrolló una avanzada cultura de la Edad de Bronce. Las tradiciones más tempranas de la música griega están en parte conectadas con la música frigia, transmitida a través de las colonias griegas en Anatolia, especialmente el modo frigio, que se consideraba el modo bélico en la música griega antigua. Midas, rey frigio, el rey del "toque dorado", fue instruido en música por el mismo Orfeo, según el mito. Otro invento musical que vino de Frigia fue el aulos, un instrumento de caña con dos tubos. Marsias, el sátiro que primero construyó el instrumento utilizando el asta hueca de un ciervo, era un seguidor frigio de Cibeles. Compitió imprudentemente en la música con el Apolo olímpico e inevitablemente perdió, con lo cual el Apolo despellejó vivo a Marsias y provocativamente colgó su piel del propio árbol sagrado de Cibeles, un pino. 

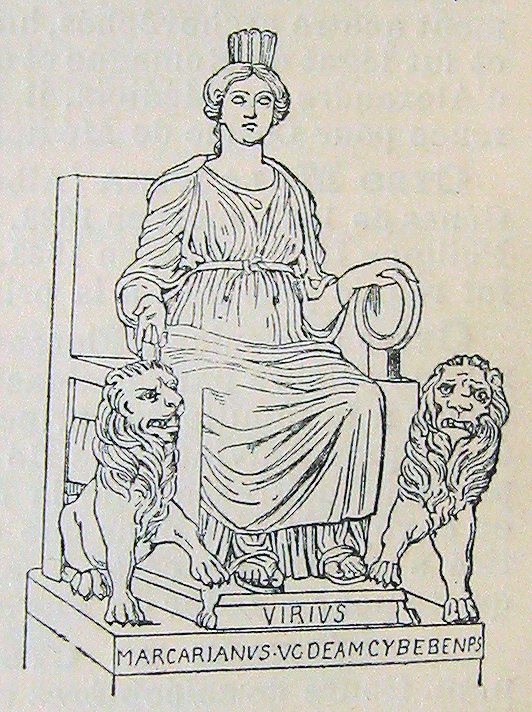
La diosa frigia Cibeles con sus atributos

## Religión
Cibeles era la "Gran Madre", como la conocían los griegos y los romanos, quien originalmente era adorada en las montañas de Frigia, donde se la conocía como "Madre de la Montaña". En su forma típica frigia, lleva un vestido largo con cinturón, un polo (un tocado cilíndrico alto) y un velo que cubre todo el cuerpo. La versión posterior de Cibeles fue establecida por un alumno de Fidias, el escultor Agorácrito, y se convirtió en la imagen más ampliamente adoptada por los seguidores en expansión de Cibeles, tanto en el mundo del Egeo como en Roma. La muestra, humanizada aunque todavía entronizada, con la mano apoyada en un león asistente y el otro sosteniendo el tympanum, un tambor de marco circular, similar a una pandereta.
Los frigios también veneraban a Sabazios, el cielo y el padre-dios representados a caballo. Aunque los griegos asociaron a Sabazios con Zeus las representaciones de él, incluso en la época romana, lo muestran como un dios jinete. Sus conflictos con la diosa madre indígena, cuya criatura era el toro lunar, se pueden deducir de la forma en que el caballo de Sabazios coloca un casco sobre la cabeza de un toro, en un relieve romano en el Museo de Bellas Artes de Boston.

## Relatos mitológicos
El nombre del primer rey mítico conocido fue Nannacus (también conocido como Annacus).  Este rey residía en Iconio, la ciudad más oriental del reino de Frigia en ese momento, y después de su muerte, a la edad de 300 años, una gran inundación abrumó al país, como había predicho un antiguo oráculo. El siguiente rey mencionado en las fuentes clásicas existentes se llamaba Manis o Masdes. A partir de entonces, el reino de Frigia parece haberse fragmentado entre varios reyes. Uno de los reyes fue Tántalo, que gobernó la región noroeste de Frigia, alrededor del monte Sípilo. Tántalo fue castigado incesantemente en el Tártaro, porque supuestamente mató a su hijo Pélope y lo ofreció en sacrificio a los dioses olímpicos, una referencia a la supresión del sacrificio humano. En la época mítica antes de la guerra de Troya, durante un período de interregno, Gordius (o Gordias), un agricultor frigio, se convirtió en rey, cumpliendo una profecía oracular. Los frigios sin rey se habían dirigido al oráculo de Sabazios ("Zeus" para los griegos) en Telmeso, en la parte de Frigia que más tarde se convirtió en parte de Galacia. El oráculo les había ordenado que se proclama rey al primer hombre que cabalgara hasta el templo del dios en un carro. Ese hombre fueera Gordias (Gordios, Gordius), un granjero, que ató  la lanza y el yugo del carro de bueyes en cuestión con el "Nudo Gordiano".  Gordias refundadó la capital en Gordium en el oeste de Anatolia central, situada en la antigua Vía de comunicación a través del corazón de Anatolia que se convirtió en el Camino Real de Pesinunte a Ankara y no muy lejos del río Sangario.
Más tarde, los reyes míticos de Frigia se llamaron alternativamente Gordias y Midas. Mitos rodean al primer rey Midas, conectándolo con un cuento mitológico sobre Atis.  Esta figura sombría residía en Pessinus e intentaba casar a su hija con el joven Atis a pesar de la oposición de su amante Agdestis y su madre, la diosa Cibeles. Cuando Agdestis o Cibeles aparecen y lanzan la locura sobre los miembros del banquete de bodas. Se dice que Midas murió en el caos que siguió.
Se dice que Midas se asoció con Sileno y otros sátiros y con Dioniso, que le concedió el famoso "toque dorado".
El mítico Midas de Tracia, acompañado por una banda de su gente, viajó a Asia Menor para limpiar la mancha de su incómodo "toque dorado" en el río Pactolo.  Dejando el oro en las arenas del río, Midas se encontró en Frigia y fue adoptado por el rey sin hijos Gordias y tomado bajo la protección de Cibeles. Actuando como el representante visible de Cibeles, y bajo su autoridad, al parecer, un rey frigio podría designar a su sucesor.
Según la Ilíada, los frigios fueron aliados troyanos durante la guerra de Troya. La Frigia de Homero en la Ilíada parece estar situada en la zona que abarcaba el lago Ascanian y el curso norte del río Sangario y así era menor en extensión que la Frigia clásica. La Ilíada de Homero también incluye una reminiscencia del rey troyano Príamo, que en su juventud había venido a ayudar a los frigios contra las amazonas (Ilíada 3189).  Durante este episodio (una generación antes de la guerra de Troya), se decía que los frigios estaban dirigidos por Otreus y Mygdon. Ambos parecen ser poco más que epónimos: había un lugar llamado Otrea en el lago Ascanian, cerca de la última Nicea; y los Mygdones eran un pueblo de Asia Menor, que residía cerca del lago Dascylitis (también había una Migdonia en Macedonia).  Durante la guerra de Troya, los frigios enviaron fuerzas para ayudar a Troya, encabezados por Ascanio y Forcis, los hijos de Aretaón. Asius, hijo de Dimas y hermano de Hecabe, es otro noble frigio que luchó antes de Troya. Quinto de Esmirna menciona a otro príncipe frigio, llamado Coroebus, hijo de Mygdon, que luchó y murió en Troya; había pedido la mano de la princesa troyana Casandra en matrimonio. Se dice que la esposa del rey Priam, Hécabe, es de nacimiento frigio, como hija del rey Dimas.
La sibila frigia era la sacerdotisa que presidía el oráculo apolíneo en Frigia.
Heródoto afirma que los sacerdotes de Hefesto le contaron la historia de que el faraón egipcio Psametico I tenía dos hijos criados aislados para poder encontrar el idioma original. Los niños pronunciaron bekos que significa "pan" en frigio.  Entonces los egipcios reconocieron que los frigios eran una nación más antigua que los egipcios.
Josefo afirmó que los frigios fueron fundados por la figura bíblica Togarma, nieto de Jafet e hijo de Gomer.

## Historia

### Migración
Después del colapso del Imperio hitita a principios del siglo XII a. C., el vacío político en Anatolia central-occidental se llenó con una ola de migrantes indoeuropeos y "pueblos del mar", incluidos los frigios, que establecieron su reino con la capital en Gordium. Actualmente se desconoce si los frigios participaron activamente en el colapso de la capital hitita Hattusa o si simplemente se trasladaron al vacío dejado por el colapso de la hegemonía hitita. Los arqueólogos encontraron los llamados artículos de artesanía hechos a mano en sitios de este período en Anatolia Occidental. Según los mitógrafos griegos, el primer Midas frigio había sido rey de los Moschi (Mushki), también conocido como Bryges (Brigi) en la parte occidental de la Tracia arcaica.
Aunque la teoría de la migración todavía es defendida por muchos historiadores modernos, la mayoría de los arqueólogos han abandonado la hipótesis de la migración con respecto al origen de los frigios debido a la falta de evidencia arqueológica sustancial, y la teoría de la migración se basa únicamente en los relatos de Heródoto y Janto.

### VIII al VII siglos
Fuentes asirias del siglo VIII a. C. hablan de un rey Mita de Mushki, identificado con el rey Midas de Frigia.  Una inscripción asiria registra a Mita como un aliado de Sargón de Asiria en 709 a. C. En el siglo VIII antes de Cristo aparece una cerámica frigia distintiva llamada Artículos pulidos. Los frigios fundaron un reino poderoso que duró hasta el ascenso de Lidia (siglo VII a. C.). Bajo los reyes llamados alternativamente Gordias y Midas, el reino frigio independiente de los siglos VIII y VII a. C. mantuvo estrechos contactos comerciales con sus vecinos en el este y los griegos en el oeste. Frigia parece haber sido capaz de coexistir con cualquier poder dominante en Anatolia oriental en ese momento. 

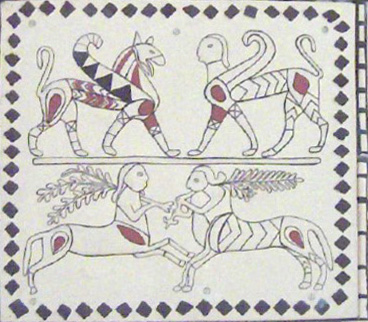
Detalle de la reconstrucción de un edificio frigio en Pararli, Turquía, del séptimo al sexto siglo antes de Cristo; museo de las civilizaciones de Anatolia, Ankara: se muestran un grifo, una esfinge y dos centauros.

La invasión de Anatolia a finales del siglo VIII y principios del siglo séptimo antes de Cristo por los cimerios resultó ser fatal para la Frigia independiente. La presión y los ataques de los cimerios culminaron según la leyenda en el suicidio de su último rey Midas. Gordium cayó ante los cimmerios en el 696 a. C. y fue destruida y quemada como informó mucho más tarde Heródoto.
Una serie de excavaciones han hecho de Gordium como uno de los sitios arqueológicos más reveladores de Turquía. Las excavaciones confirman una destrucción violenta de Gordion alrededor del 675 a. C. Una tumba del período Midas, conocida popularmente como la "Tumba de Midas", reveló una estructura de madera profundamente enterrada bajo un vasto túmulo, que contiene tumbas, ataúdes, muebles y alimentos (Museo Arqueológico, Ankara). El sitio de Gordium contiene un considerable programa de construcción posterior, tal vez por Alyattes, el rey de Lidia, en el siglo VI a. C.

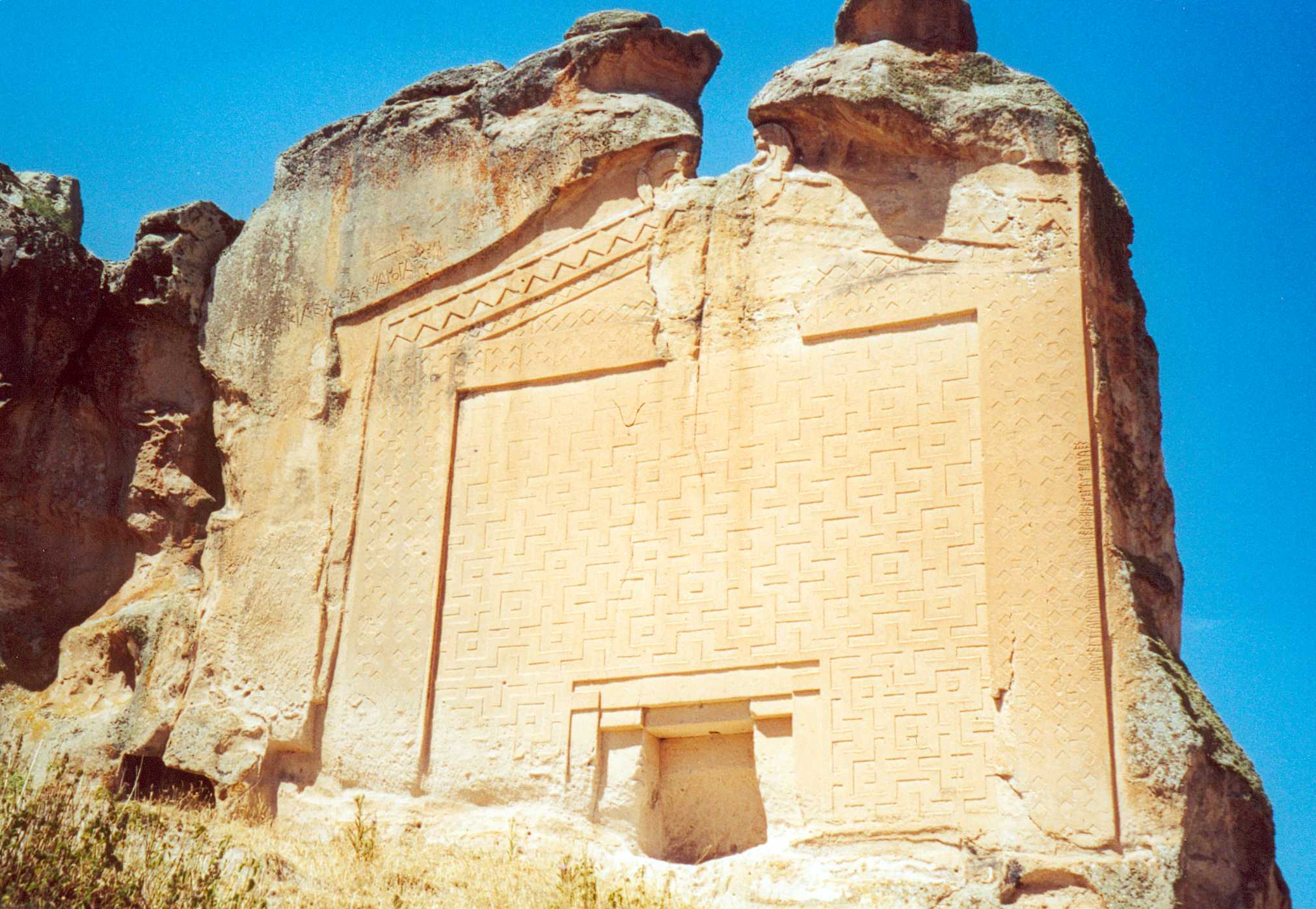
Tumba en 'Ciudad de Midas', cerca de Eskişehir

Los reinos frigios menores continuaron existiendo después del final del Imperio frigio, y el arte y la cultura frigios continuaron floreciendo. Los cimerios se quedaron en Anatolia, pero no parece que crearan un reino propio. Los lidios rechazaron a los cimerios en la década de 620, y Frigia fue subsumida en un imperio de Lidia de corta duración. La parte oriental del antiguo Imperio frigio cayó en manos de los medos en el 585 a. C. 

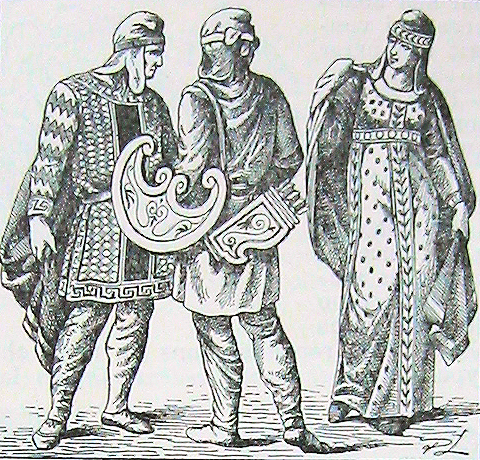
Trajes frigios

### El Imperio de la Lidia de Creso
Bajo el proverbialmente rico rey Creso (que reinó entre el 560 y 546 a. C.), Frigia siguió siendo parte del imperio de Lidia que se extendía hacia el este hasta el río Halys. Puede existir un eco de conflicto con Lidia y tal vez una referencia velada a los rehenes reales, en la leyenda de Adrasto, el hijo de un rey Gordias con la reina Eurinome. Accidentalmente mató a su hermano y se exilió a Lidia, donde el rey Creso lo recibió. Allí, Adrastus mató accidentalmente al hijo de Creso y luego se suicidó.

### Historia post-estado
La Lidia de Creso fue conquistada por Ciro en 546 a. C., y Frigia pasó bajo el dominio persa.  Después de que Darío se convirtiera en emperador persa en 521 a. C., rehízo la antigua ruta comercial hacia el "Camino Real" persa e instituyó reformas administrativas que incluían el establecimiento de satrapías (provincias). En el siglo V, Frigia se convirtió en dos provincias administrativas, la de Frigia helespóntica (o Frigia Menor), con su capital provincial establecida en Dascilio, y la provincia de Gran Frigia.
Bajo el dominio persa, los frigios parecen haber perdido su agudeza intelectual y su independencia. Los frigios fueron considerados entre los griegos y romanos posteriores como pasivos y aburridos. Los frigios permanecieron sujetos a los reinos helenísticos que gobernaban el área y luego al Imperio romano, pero los frigios conservaron su cultura y su idioma hasta que se extinguieron en el siglo quinto.